# Jordi Brau
Jordi Brau Riera es un actor de doblaje español, nacido en Barcelona (España) el 18 de abril de 1958.
Es licenciado en Arte Dramático en la especialidad de Interpretación por el Instituto del Teatro de Barcelona.
En sus inicios trabajó en teatro con directores como Josep Montanyés, Guillem Jordi Graells, Jordi Mesalles, Iago Pericot y Josep María Mestres. En televisión trabajó con realizadores como Mercè Vilaret, Orestes Lara, Antoni Chic y Joan Bas y en cine con Xavier Benlloch, Ventura Pons y Abel Folk.
Dedicado al doblaje desde 1983, donde se introduce en el mundo del doblaje al tener que auto-doblarse en la película "El vicario de Olot"; dobla a actores como Sean Penn, Nicolas Cage, Kenneth Branagh, Dennis Quaid, Robin Williams, Tom Cruise, Daniel Day-Lewis, y Tom Hanks entre otros. Ha doblado 10 papeles ganadores del premio Óscar: Tom Hanks en Philadelphia y Forrest Gump, Daniel Day-Lewis en Mi pie izquierdo, Pozos de ambición y Lincoln, Sean Penn en Mystic River, Roberto Benigni en La vida es bella, Robin Williams en Good Will Hunting, Philip Seymour Hoffman en Capote y Colin Firth en El discurso del rey.
Gracias a su ductilidad, ha doblado a cantidad de actores, aparte de los actores mencionados: Colin Firth, Matthew Modine, Jason Bateman, Sean Bean, Charlie Sheen, Roberto Benigni, Jeff Daniels, Val Kilmer, Bill Murray, Bill Pullman, Steven Seagal... Además, su voz es una de las más recurrentes para la publicidad.
En catalán, es voz habitual de Bruce Willis y Kevin Costner.
Es premio de la APEI, la Asociación Profesional Española de Informadores de Prensa, Radio y Televisión por sus trabajos como actor de doblaje. Ha doblado en francés a Javier Bardem en la película Vicky Cristina Barcelona y en inglés Delta Airlines.
A lo largo de su carrera ha doblado más de 1500 películas y anuncios de televisión.
En 2013, junto a Luis Posada (actor) y Óscar Barberán, fundó el estudio de doblaje "Polford", donde suele dirigir doblajes e imparte clases de doblaje en el propio centro de formación de dicho estudio.

## Número de doblajes de actores más conocidos
- Voz habitual de Tom Hanks (en 60 películas) desde 1986.
- Voz habitual de Nicolas Cage (en 50 películas) desde 1987.
- Voz habitual de Robin Williams (en 48 películas) desde 1988.
- Voz habitual de Tom Cruise (en 34 películas) desde 1986.
- Voz habitual de Sean Penn (en 27 películas) desde 1990.
- Voz habitual de Dennis Quaid (en 25 películas) desde 1989.
- Voz habitual de Steven Seagal (en 23 películas) desde 1991.
- Voz habitual de Kenneth Branagh (en 20 películas) desde 1990.
- Voz habitual de Daniel Day-Lewis (en 9 películas) desde 1989.

## Filmografía principal (Actor de doblaje)
| Actor original         | Título                                        | Personaje                              | Año       |
| ---------------------- | --------------------------------------------- | -------------------------------------- | --------- |
| Bill Murray            | Atrapado en el tiempo                         | Phil Connors                           | 1993      |
| Brad Dourif            | Muñeco diabólico                              | Charles Lee Ray/Chucky                 | 1988      |
| Brad Dourif            | Muñeco diabólico 2                            | Chucky                                 | 1990      |
| Brad Dourif            | Muñeco diabólico 3                            | Chucky                                 | 1991      |
| Brad Dourif            | La semilla de Chucky                          | Chucky                                 | 2004      |
| Charlie Sheen          | Platoon                                       | Soldado Chris Taylor                   | 1986      |
| Chris Tucker           | El quinto elemento                            | Ruby Rhod                              | 1997      |
| Colin Firth            | Love Actually                                 | Jamie                                  | 2003      |
| Colin Firth            | El discurso del rey                           | Rey Jorge VgmI                         | 2010      |
| Daniel Day-Lewis       | Mi pie izquierdo                              | Christy Brown                          | 1989      |
| Daniel Day-Lewis       | El último mohicano                            | Nathaniel Poe "Hawkeye"                | 1992      |
| Daniel Day-Lewis       | En el nombre del padre                        | Gerry Conlon                           | 1993      |
| Daniel Day-Lewis       | Gangs of New York                             | William "Bill" Cutting "El carnicero"  | 2002      |
| Daniel Day-Lewis       | Pozos de ambición                             | Daniel Plainview                       | 2007      |
| Daniel Day-Lewis       | Nine                                          | Guido Contini                          | 2009      |
| Daniel Day-Lewis       | Lincoln                                       | Abraham Lincoln                        | 2012      |
| Dennis Quaid           | Traffic                                       | Arnie Metzger                          | 2000      |
| Dennis Quaid           | El día de mañana                              | Jack Hall                              | 2004      |
| Dennis Quaid           | Míos, tuyos y nuestros                        | Frank Beardsley                        | 2005      |
| Gary Oldman            | Amor a quemarropa                             | Drexler Spivey                         | 1993      |
| Harvey Keitel          | El piano                                      | George Baines                          | 1993      |
| Iain Glen              | La última legión                              | Orestes                                | 2007      |
| Jeff Daniels           | Dos tontos muy tontos                         | Harry Dunne                            | 1994      |
| Jeff Daniels           | 101 dálmatas: ¡Más vivos que nunca!           | Roger Radcliffe                        | 1996      |
| Jeff Daniels           | Pleasantville                                 | Bill Johnson                           | 1998      |
| Kenneth Branagh        | Enrique V                                     | Enrique V de Inglaterra                | 1989      |
| Kenneth Branagh        | Frankenstein de Mary Shelley                  | Victor Frankenstein                    | 1994      |
| Kenneth Branagh        | Hamlet                                        | Príncipe Hamlet                        | 1996      |
| Kenneth Branagh        | La solución final                             | Reinhard Heydrich                      | 2001      |
| Kenneth Branagh        | Mi semana con Marilyn                         | Sir Laurence Olivier                   | 2011      |
| Kenneth Branagh        | Asesinato en el Orient Express                | Hércules Poirot                        | 2017      |
| Kenneth Branagh        | Tenet                                         | Andrei Sartor                          | 2020      |
| Liev Schreiber         | Pánico nuclear                                | John Clark                             | 2002      |
| Matthew Modine         | La isla de las cabezas cortadas               | William Shaw                           | 1995      |
| Mel Gibson             | Pocahontas                                    | John Smith                             | 1995      |
| Navid Negahban         | Homeland                                      | Abu Nazir                              | 2011-2013 |
| O. J. Simpson          | Agárralo como puedas                          | Nordberg                               | 1988      |
| O. J. Simpson          | Agárralo como puedas 2 ½: El aroma del miedo  | Nordberg                               | 1991      |
| Philip Seymour Hoffman | Truman Capote                                 | Truman Capote                          | 2005      |
| Robby Benson           | La bella y la bestia                          | Bestia                                 | 1991      |
| Robby Benson           | La bella y la bestia 2: Una Navidad encantada | Bestia                                 | 1997      |
| Robby Benson           | El mundo mágico de Bella                      | Bestia                                 | 1998      |
| Robin Williams         | Good Morning, Vietnam                         | Adrian Cronauer                        | 1987      |
| Robin Williams         | El club de los poetas muertos                 | John Keating                           | 1989      |
| Robin Williams         | Despertares                                   | Dr. Malcolm Sayer                      | 1990      |
| Robin Williams         | Hook: El capitán Garfio                       | Peter Banning / Peter Pan              | 1991      |
| Robin Williams         | Señora Doubtfire                              | Daniel Hillard / Euphegenia Doubtfire  | 1993      |
| Robin Williams         | Jumanji                                       | Alan Parrish                           | 1995      |
| Robin Williams         | Jack                                          | Jack Charles Powell                    | 1996      |
| Robin Williams         | El indomable Will Hunting                     | Sean Maguire                           | 1997      |
| Robin Williams         | Flubber y el profesor chiflado                | Philip Brainard                        | 1997      |
| Robin Williams         | Desmontando a Harry                           | Mel                                    | 1998      |
| Robin Williams         | El hombre bicentenario                        | Andrew Martin                          | 2000      |
| Robin Williams         | Noche en el museo                             | Theodore Roosevelt                     | 2006      |
| Robin Williams         | Hasta que el cura nos separe                  | Reverendo Frank                        | 2007      |
| Robin Williams         | Noche en el museo 2                           | Theodore Roosevelt                     | 2009      |
| Sean Bean              | Juego de patriotas                            | Sean Miller                            | 1992      |
| Sean Bean              | 007: GoldenEye                                | Alec Trevelyan                         | 1995      |
| Sean Penn              | Corazones de hierro                           | Sargento Tony Meserve                  | 1989      |
| Sean Penn              | Nunca fuimos ángeles                          | Jim                                    | 1989      |
| Sean Penn              | El clan de los irlandeses                     | Terry Noonan                           | 1990      |
| Sean Penn              | Atrapado por su pasado                        | David Kleinfeld                        | 1993      |
| Sean Penn              | Pena de muerte                                | Matthew Poncelet                       | 1995      |
| Sean Penn              | Yo soy Sam                                    | Sam Dawson                             | 2001      |
| Sean Penn              | Mystic River                                  | Jimmy Markum                           | 2003      |
| Sean Penn              | 21 gramos                                     | Paul Rivers                            | 2003      |
| Stephen Fry            | Wilde                                         | Oscar Wilde                            | 1997      |
| Thomas Kretschmann     | Eichmann                                      | Adolf Eichmann                         | 2007      |
| Ted Levine             | El silencio de los corderos                   | Jame Gumb "Buffalo Bill"               | 1991      |
| Nicolas Cage           | Astro Boy (película)                          | Dr Tenma                               | 2009      |
| Tom Cruise             | Top Gun: Ídolos del aire                      | Pete Mitchell "Maverick"               | 1986      |
| Tom Cruise             | Rain Man                                      | Charlie Babbitt                        | 1988      |
| Tom Cruise             | Nacido el cuatro de julio                     | Ron Kovic                              | 1989      |
| Tom Cruise             | Días de trueno                                | Cole Trickle                           | 1990      |
| Tom Cruise             | Algunos hombres buenos                        | Daniel "Dan" Kaffee                    | 1992      |
| Tom Cruise             | Un horizonte muy lejano                       | Joseph Donnelly                        | 1992      |
| Tom Cruise             | Entrevista con el vampiro                     | Lestat de Lioncourt                    | 1994      |
| Tom Cruise             | Jerry Maguire                                 | Jerry Maguire                          | 1996      |
| Tom Cruise             | Misión imposible                              | Ethan Hunt                             | 1996      |
| Tom Cruise             | Magnolia                                      | Frank T.J. Mackey                      | 1999      |
| Tom Cruise             | Eyes Wide Shut                                | Bill Halford                           | 1999      |
| Tom Cruise             | Misión imposible 2                            | Ethan Hunt                             | 2000      |
| Tom Cruise             | Vanilla Sky                                   | David Aames                            | 2001      |
| Tom Cruise             | Minority Report                               | John Anderton                          | 2002      |
| Tom Cruise             | El último samurái                             | Nathan Algren                          | 2003      |
| Tom Cruise             | Collateral                                    | Vincent                                | 2004      |
| Tom Cruise             | La guerra de los mundos                       | Ray Ferrier                            | 2005      |
| Tom Cruise             | Misión imposible 3                            | Ethan Hunt                             | 2006      |
| Tom Cruise             | Leones por corderos                           | Senador Jasper Irving                  | 2007      |
| Tom Cruise             | Tropic Thunder: ¡Una guerra muy perra!        | Les Grossman                           | 2008      |
| Tom Cruise             | Valkiria                                      | Coronel Claus von Stauffenberg         | 2008      |
| Tom Cruise             | Noche y día                                   | Roy Miller                             | 2010      |
| Tom Cruise             | Misión imposible: Protocolo fantasma          | Ethan Hunt                             | 2011      |
| Tom Cruise             | Jack Reacher                                  | Jack Reacher                           | 2012      |
| Tom Cruise             | Oblivion                                      | Jack Harper                            | 2013      |
| Tom Cruise             | Al filo del mañana                            | Comandante William Cage                | 2014      |
| Tom Cruise             | Misión imposible: Nación secreta              | Ethan Hunt                             | 2015      |
| Tom Cruise             | Jack Reacher: Nunca vuelvas atrás             | Jack Reacher                           | 2016      |
| Tom Cruise             | La momia                                      | Sargento Nick Morton                   | 2017      |
| Tom Cruise             | Misión imposible: Fallout                     | Ethan Hunt                             | 2018      |
| Tom Cruise             | Top Gun: Maverick                             | Pete Mitchell "Maverick"               | 2022      |
| Tom Cruise             | Misión imposible: Sentencia mortal - Parte 1  | Ethan Hunt                             | 2023      |
| Tom Hanks              | Esta casa es una ruina                        | Walter Fielding                        | 1986      |
| Tom Hanks              | Algo para recordar                            | Sam Baldwin                            | 1993      |
| Tom Hanks              | Philadelphia                                  | Andrew "Andy" Beckett                  | 1993      |
| Tom Hanks              | Forrest Gump                                  | Forrest Gump                           | 1994      |
| Tom Hanks              | Apolo 13                                      | Jim Lovell                             | 1995      |
| Tom Hanks              | Salvar al soldado Ryan                        | Capitán John Miller                    | 1998      |
| Tom Hanks              | La milla verde                                | Paul Edgecomb                          | 1999      |
| Tom Hanks              | Náufrago                                      | Chuck Noland                           | 2000      |
| Tom Hanks              | Atrápame si puedes                            | Carl Hanratty                          | 2002      |
| Tom Hanks              | Camino a la perdición                         | Michael Sullivan                       | 2002      |
| Tom Hanks              | La terminal                                   | Viktor Navorski                        | 2004      |
| Tom Hanks              | Polar Express                                 | Revisor del tren / Scrooge / Papá Noel | 2004      |
| Tom Hanks              | El código Da Vinci                            | Profesor Robert Langdon                | 2006      |
| Tom Hanks              | La guerra de Charlie Wilson                   | Charlie Wilson                         | 2007      |
| Tom Hanks              | Los Simpson: la película                      | Tom Hanks (cameo)                      | 2007      |
| Tom Hanks              | Ángeles y demonios                            | Profesor Robert Langdon                | 2009      |
| Tom Hanks              | Larry Crowne, nunca es tarde                  | Larry Crowne                           | 2011      |
| Tom Hanks              | Al encuentro de Mr. Banks                     | Walt Disney                            | 2013      |
| Tom Hanks              | Capitán Phillips                              | Capitán Richard Phillips               | 2013      |
| Tom Hanks              | El puente de los espías                       | James P. Donovan                       | 2015      |
| Val Kilmer             | Willow                                        | Madmartigan                            | 1988      |
| Val Kilmer             | Heat                                          | Chris Shiherlis                        | 1995      |
| Val Kilmer             | Alejandro Magno                               | Rey Filipo II de Macedonia             | 2004      |
| William Shatner        | Star Trek: la serie original                  | Capitán James T. Kirk                  | 1966-1969 |
| Zbigniew Zamachowski   | Tres colores: Blanco                          | Karol Karol                            | 1994      |
| Michitaka Kobayashi    | Saint Seiya: The Hades                        | Dohko de Libra                         | 2003      |